# Élections locales écossaises de 2003 à North Lanarkshire
Pour un article plus général, voir Élections locales écossaises de 2003.

Les élections locales écossaises de 2003 à North Lanarkshire se sont tenues le 1er mai 2003.

## Composition du conseil
Majorité absolue : 36 sièges
| Parti        | Sièges  |
| ------------ | ------- |
| Travailliste | 54 / 70 |
| SNP          | 13 / 70 |
| Indépendant  | 3 / 70  |